# Omen III
Omen III ist ein Lied der deutschen Eurodance-Band Magic Affair. Der Song ist die erste Singleauskopplung ihres Debütalbums Omen (The Story Continues…) und wurde im Dezember 1993 veröffentlicht.

## Inhalt
| Liedteil   | Künstler        |
| Refrain    | Franca Morgano  |
| 1. Strophe | A.K.-S.W.I.F.T. |
| 2. Strophe | A.K.-S.W.I.F.T. |
| Bridge     | A.K.-S.W.I.F.T. |
| Outro      | Franca Morgano  |

Omen III handelt von verschiedenen mystischen und übernatürlichen Phänomenen. So singt Franca Morgano im Refrain von einer Vision und einem Omen, das in Form eines Lichts den Weg weise. A.K.-S.W.I.F.T. rappt in der ersten Strophe unter anderem über Geister, Zauber, Voodoo und Albträume. In der zweiten Strophe bezeichnet er sich als lyrisches Wunder, das auf mystischen Pfaden unterwegs sei und wie ein Hypnotiseur die Hörer in Trance versetze und zum Tanzen bringe.

“Do what you want, but think about the omen

A vision in your mind will lead your way

Go where you want, but don’t forget the omen

A light at your side will show you where”

## Produktion
Der Song wurde von dem deutschen Musikproduzenten Mike Staab in Zusammenarbeit mit Bernd Waldstädt, der als Co-Produzent fungierte, produziert. Mike Staab produzierte auch schon die ersten beiden Teile Das Omen (Teil 1) und Carma – Omen 2 von seiner vorherigen Band Mysterious Art. Als Autoren waren neben den beiden auch Rainer Kempf und Rapper Burnell Keith Herring Jr. beteiligt. Sängerin Franca Morgano wirkte selbst nicht am Text mit.

## Musikvideo
Das Musikvideo spielt in einer Art Spukschloss, wo Franca Morgano als Hexe zu sehen ist, die von flackerndem Licht beleuchtet wird, während sie den Song singt. A.K.-S.W.I.F.T. ist ebenfalls im Gebäude und rappt seine Strophen, wobei er sich in verschiedenen, teilweise dunklen Räumen befindet. Zwischendurch sind weitere hexenähnliche Frauen zu sehen. Das Video verzeichnet auf YouTube über 24 Millionen Aufrufe (Stand: Mai 2024).

## Single

### Covergestaltung
Das Singlecover zeigt einen grauen Kreis, in dem sich verschiedene Symbole, Zahlen, Buchstaben und Wörter befinden. In der Mitte des Kreises ist der grüne Kopf einer Statue zu sehen. Im oberen Teil des Bildes befindet sich der rote Schriftzug Omen III. Der Hintergrund ist komplett in Schwarz gehalten. Auf späteren Versionen des Covers sind zudem unten rechts die silbernen Buchstaben M.A. zu sehen.

### Titelliste
1. Omen III (Single-Version) – 3:56
2. Omen III (Maxi-Version) – 6:10
3. Omen III (Instrumental-Version) – 4:40

### Chartplatzierungen
Omen III stieg am 17. Januar 1994 auf Platz 85 in die deutschen Singlecharts ein und erreichte acht Wochen später die Chartspitze, an der es sich vier Wochen lang halten konnte. Insgesamt hielt sich der Song 25 Wochen in den Top 100, davon zwölf Wochen in den Top 10. Auch unter anderem in Österreich, der Schweiz, Schweden, den Niederlanden und Belgien erreichte Omen III die Top 10. In den deutschen Single-Jahrescharts 1994 belegte das Lied Rang fünf.
| ChartsChartplatzierungen     | Höchstplatzierung | Wochen |
| ---------------------------- | ----------------- | ------ |
| Deutschland (GfK)            | 1 (25 Wo.)        | 25     |
| Österreich (Ö3)              | 2 (17 Wo.)        | 17     |
| Schweiz (IFPI)               | 3 (17 Wo.)        | 17     |
| Vereinigtes Königreich (OCC) | 17 (5 Wo.)        | 5      |

| ChartsJahrescharts (1994) | Platzierung |
| ------------------------- | ----------- |
| Deutschland (GfK)         | 5           |
| Österreich (Ö3)           | 12          |
| Schweiz (IFPI)            | 39          |

### Verkaufszahlen und Auszeichnungen
Omen III wurde 1994 für mehr als 500.000 Verkäufe in Deutschland mit einer Platin-Schallplatte ausgezeichnet. In Österreich erhielt das Lied im gleichen Jahr eine Goldene Schallplatte für über 25.000 verkaufte Einheiten. Damit ist es der kommerziell erfolgreichste Song der Band.

| Land/Region        | Auszeichnungen für Musikverkäufe (Land/Region, Auszeichnung, Verkäufe) | Verkäufe |
| ------------------ | ---------------------------------------------------------------------- | -------- |
| Deutschland (BVMI) | Platin                                                                 | 500.000  |
| Österreich (IFPI)  | Gold                                                                   | 25.000   |
| Insgesamt          | 1× Gold · 1× Platin ·                                                  | 525.000  |

Bei der Echoverleihung 1995 wurde Omen III in der Kategorie Dance Single des Jahres national ausgezeichnet.